# 2005年世界陸上競技選手権大会
2005年世界陸上競技選手権大会（2005ねんせかいりくじょうきょうぎせんしゅけんたいかい）は、2005年に開催された、世界陸上競技選手権大会の第10回大会。フィンランド・ヘルシンキのヘルシンキ・オリンピックスタジアムをメイン会場として2005年8月6日から8月14日まで行われた。
大会テーマソングの『Victory』は2005年のユーロビジョン・ソング・コンテストのフィンランド代表曲だったが、準決勝で敗退した。

## 大会開催までの経緯
当初はイングランド・ロンドンのウェンブリー・スタジアムで開催される予定だった。しかし同競技場の完成の遅れや財政難などから、1983年に行われたフィンランドのヘルシンキで行うことになった。

## 大会開催中の天候
- 当初は穏やかな天候が予想されていたが、開催と同時に暴風が吹き荒れる荒天となり、障害走やフィールド競技では強風に泣かされる事態となった。例えば、棒高跳では、ポールがあらぬ方向へ倒れたり、バーが風で落下したり、マットが風で飛ばされるなどのハプニングが続出した。
- このときは予定していたスケジュールが大幅に変更され、一部の競技は日にちを変更した競技もあった。

## この大会から誕生した世界新記録
- 女子棒高跳　エレーナ・イシンバエワ（ロシア）　5m01
- 女子やり投　オスレイディス・メネンデス（キューバ）　71m70
- 女子20km競歩　オリンピアダ・イワノワ（ロシア）　1時間25分41秒

## 競技結果

### 国別メダル受賞数
| 順    | 国・地域                       | 金 | 銀 | 銅 | 計  |
| ----- | ------------------------------ | -- | -- | -- | --- |
| 1     | アメリカ合衆国                 | 14 | 8  | 3  | 25  |
| 2     | ロシア                         | 6  | 8  | 4  | 18  |
| 3     | エチオピア                     | 3  | 4  | 2  | 9   |
| 4     | キューバ                       | 3  | 3  | 1  | 7   |
| 5     | フランス                       | 2  | 2  | 4  | 8   |
| 6     | ベラルーシ                     | 2  | 2  | 1  | 5   |
| 7     | スウェーデン                   | 2  | 0  | 1  | 3   |
| 8     | バーレーン                     | 2  | 0  | 0  | 2   |
| 9     | ジャマイカ                     | 1  | 5  | 2  | 8   |
| 10    | ケニア                         | 1  | 2  | 4  | 7   |
| 11    | モロッコ                       | 1  | 2  | 0  | 3   |
| 12    | ドイツ                         | 1  | 1  | 3  | 5   |
| 13    | バハマ                         | 1  | 1  | 0  | 2   |
| 13    | エストニア                     | 1  | 1  | 0  | 2   |
| 13    | オランダ                       | 1  | 1  | 0  | 2   |
| 16    | イギリス                       | 1  | 0  | 2  | 3   |
| 17    | エクアドル                     | 1  | 0  | 0  | 1   |
| 17    | リトアニア                     | 1  | 0  | 0  | 1   |
| 17    | カタール                       | 1  | 0  | 0  | 1   |
| 17    | ウガンダ                       | 1  | 0  | 0  | 1   |
| 17    | ウクライナ                     | 1  | 0  | 0  | 1   |
| 22    | チェコ                         | 0  | 1  | 2  | 3   |
| 23    | スペイン                       | 0  | 1  | 1  | 2   |
| 23    | ガーナ                         | 0  | 1  | 1  | 2   |
| 23    | ポーランド                     | 0  | 1  | 1  | 2   |
| 26    | 中国                           | 0  | 1  | 0  | 1   |
| 26    | ノルウェー                     | 0  | 1  | 0  | 1   |
| 26    | タンザニア                     | 0  | 1  | 0  | 1   |
| 26    | トリニダード・トバゴ           | 0  | 1  | 0  | 1   |
| 30    | 日本                           | 0  | 0  | 2  | 2   |
| 30    | ポルトガル                     | 0  | 0  | 2  | 2   |
| 30    | ルーマニア                     | 0  | 0  | 2  | 2   |
| 33    | オーストラリア                 | 0  | 0  | 1  | 1   |
| 33    | カナダ                         | 0  | 0  | 1  | 1   |
| 33    | フィンランド                   | 0  | 0  | 1  | 1   |
| 33    | ハンガリー                     | 0  | 0  | 1  | 1   |
| 33    | イタリア                       | 0  | 0  | 1  | 1   |
| 33    | メキシコ                       | 0  | 0  | 1  | 1   |
| 33    | ニュージーランド               | 0  | 0  | 1  | 1   |
| 33    | セントクリストファー・ネイビス | 0  | 0  | 1  | 1   |
| Total | Total                          | 47 | 48 | 46 | 141 |

### 男子
2001 | 2003 | 2005 | 2007 | 2009
| 競技種目         | 金                                                                                                 | 金             | 銀                                                                                         | 銀            | 銅 | 銅            |
| トラック競技     | トラック競技                                                                                       | トラック競技   | トラック競技                                                                               | トラック競技  | トラック競技                                                                                             | トラック競技  |
| ---------------- | -------------------------------------------------------------------------------------------------- | -------------- | ------------------------------------------------------------------------------------------ | ------------- | --- | ------------- |
| 100m             | ジャスティン・ガトリン アメリカ合衆国                                                              | 9秒88          | マイケル・フレイター ジャマイカ                                                            | 10秒05        | キム・コリンズ セントクリストファー・ネイビス                                                            | 10秒05        |
| 200m             | ジャスティン・ガトリン アメリカ合衆国                                                              | 20秒04         | ウォーレス・スピアモン アメリカ合衆国                                                      | 20秒20        | ジョン・カペル アメリカ合衆国                                                                            | 20秒31        |
| 400m             | ジェレミー・ウォリナー アメリカ合衆国                                                              | 43秒93         | アンドリュー・ロック アメリカ合衆国                                                        | 44秒35        | タイラー・クリストファー カナダ                                                                          | 44秒44        |
| 800m             | ラシド・ラムジ バーレーン                                                                          | 1分44秒24      | ユーリー・ボルザコフスキー ロシア                                                          | 1分44秒51     | ウィリアム・ヤンポイ · ケニア                                                                            | 1分44秒55     |
| 1500m            | ラシド・ラムジ バーレーン                                                                          | 3分37秒88      | アディル・カウシ モロッコ                                                                  | 3分38秒00     | ルイ・シルバ ポルトガル                                                                                  | 3分38秒02     |
| 5000m            | ベンジャミン・リモ · ケニア                                                                        | 13分32秒55     | シレシ・シヒネ エチオピア                                                                  | 13分32秒81    | クレイグ・モットラム オーストラリア                                                                      | 13分32秒96    |
| 10000m           | ケネニサ・ベケレ エチオピア                                                                        | 27分08秒33     | シレシ・シヒネ エチオピア                                                                  | 27分08秒87    | モーゼス・モソップ · ケニア                                                                              | 27分08秒96    |
| マラソン         | ジャウアド・ガリブ モロッコ                                                                        | 2時間10分10秒  | クリストファー・イセグエ タンザニア                                                        | 2時間10分21秒 | 尾方剛 日本                                                                                              | 2時間11分16秒 |
| （マラソン団体） | 日本                                                                                               | 6時間38分39秒  | ケニア                                                                                     | 6時間46分38秒 | エチオピア                                                                                               | 6時間52分14秒 |
| 110mハードル     | ラッジ・ドゥクレ フランス                                                                          | 13秒07         | 劉翔 中国                                                                                  | 13秒08        | アレン・ジョンソン アメリカ合衆国                                                                        | 13秒10        |
| 400mハードル     | バーション・ジャクソン アメリカ合衆国                                                              | 47秒30         | ジェームズ・カーター アメリカ合衆国                                                        | 47秒43        | 為末大 日本                                                                                              | 48秒10        |
| 3000m障害        | サイフ・サイード・シャヒーン カタール                                                              | 8分13秒31      | エゼキエル・ケンボイ · ケニア                                                              | 8分14秒95     | ブライミン＝キプロプ・キプルト · ケニア                                                                  | 8分15秒30     |
| 20km競歩         | ジェファーソン・ペレス エクアドル                                                                  | 1時間18分35秒  | フランシスコ・ハビエル・フェルナンデス スペイン                                            | 1時間19分36秒 | ファン・マヌエル・モリーナ スペイン                                                                      | 1時間19分44秒 |
| 50km競歩         | セルゲイ・キルトヤプキン ロシア                                                                    | 3時間38分08秒  | アレクセイ・ベヨボディン ロシア                                                            | 3時間41分25秒 | アレックス・シュバーツァー イタリア                                                                      | 3時間41分54秒 |
| 4×100mリレー     | フランス ラッジ・ドゥクレ ロナルド・ポニョン エディー・ド・レピーヌ ルエイ・ドビー                 | 38秒08         | トリニダード・トバゴ Kevon Pierre マルク・バーンズ ジェーイシー・ハーパー ダレル・ブラウン | 38秒10        | イギリス ジェイソン・ガードナー マーロン・デボニッシュ クリスチャン・マルコム マーク・ルイス＝フランシス | 38秒27        |
| 4×400mリレー     | アメリカ合衆国 アンドリュー・ロック デリク・ブルー ダロルド・ウィリアムソン ジェレミー・ウォリナー | 2分56秒91      | バハマ ナサニエル・マッキンニー アバード・モンカー アンドレ・ウィリアムズ クリス・ブラウン | 2分57秒32     | ジャマイカ Sanjay Ayre ブランドン・シンプソン ランスフォード・スペンス ダビアン・クラーク                | 2分58秒07     |
| フィールド競技   | |                |                                                                                            |               | |               |
| 走高跳           | ユーリー・クリマレンコ · ウクライナ                                                                | 2m32cm         | ヤロスラフ・リバコフ · ロシア · ビクトル・モヤ · キューバ                                  | 2m29cm        | － | －            |
| 棒高跳           | レンス・ブロム オランダ                                                                            | 5m80cm         | ブラッド・ウォーカー アメリカ合衆国                                                        | 5m75cm        | パヴェル・ゲラシモフ ロシア                                                                              | 5m65cm        |
| 走幅跳           | ドワイト・フィリップス アメリカ合衆国                                                              | 8m60cm         | エグネイシャス・ガイサー ガーナ                                                            | 8m34cm        | トンミ・エビラ · フィンランド                                                                            | 8m25cm        |
| 三段跳           | ウォルター・デービス アメリカ合衆国                                                                | 17m57cm        | ヨアンドリ・ベタンソス · キューバ                                                          | 17m42cm       | マリアン・オプレア · ルーマニア                                                                          | 17m40cm       |
| 砲丸投           | アダム・ネルソン アメリカ合衆国                                                                    | 21m73cm        | ルトガー・スミス オランダ                                                                  | 21m29cm       | ラルフ・バーテルス ドイツ                                                                                | 20m99cm       |
| 円盤投           | ウィルギリウス・アレクナ · リトアニア                                                              | 70m17cm 大会新 | ゲルド・カンテル · エストニア                                                              | 68m57cm       | ミハエル・メレンベック ドイツ                                                                            | 65m95cm       |
| ハンマー投       | イワン・チホン · ベラルーシ                                                                        | 83m89cm 大会新 | ワディム・デフヤトフスキー · ベラルーシ                                                    | 82m60cm       | シモン・ジョルコフスキ ポーランド                                                                        | 79m35cm       |
| やり投           | アンドルス・バルニク · エストニア                                                                  | 87m17cm        | アンドレアス・トルキルドセン · ノルウェー                                                  | 86m18cm       | セルゲイ・マカロフ ロシア                                                                                | 83m54cm       |
| 十種競技         | ブライアン・クレイ アメリカ合衆国                                                                  | 8732点         | ロマン・セブルレ · チェコ                                                                  | 8521点        | アッティラ・ジヴォッキー · ハンガリー                                                                    | 8385点        |

### 女子
2001 | 2003 | 2005 | 2007 | 2009
| 競技種目         | 金                                                                                           | 金                   | 銀                                                                                            | 銀            | 銅                                                                                            | 銅            |
| トラック競技     | トラック競技                                                                                 | トラック競技         | トラック競技                                                                                  | トラック競技  | トラック競技                                                                                  | トラック競技  |
| ---------------- | -------------------------------------------------------------------------------------------- | -------------------- | --------------------------------------------------------------------------------------------- | ------------- | --------------------------------------------------------------------------------------------- | ------------- |
| 100m             | ローリン・ウィリアムズ アメリカ合衆国                                                        | 10秒93               | ベロニカ・キャンベル ジャマイカ                                                               | 10秒95        | クリスティーン・アーロン フランス                                                             | 10秒98        |
| 200m             | アリソン・フェリックス アメリカ合衆国                                                        | 22秒16               | レイチェル・ブーン＝スミス アメリカ合衆国                                                     | 22秒31        | クリスティーン・アーロン フランス                                                             | 22秒31        |
| 400m             | トニーク・ウィリアムズ＝ダーリン バハマ                                                      | 49秒55               | サーニャ・リチャーズ アメリカ合衆国                                                           | 49秒74        | アナ・ゲバラ メキシコ                                                                         | 49秒81        |
| 800m             | スリア・カラタユド · キューバ                                                                | 1分58秒82            | ハスナ・ベンハシ モロッコ                                                                     | 1分59秒42     | タチアナ・アンドリアノワ ロシア                                                               | 1分59秒60     |
| 1500m            | タチアナ・トマショワ ロシア                                                                  | 4分00秒35            | オルガ・エゴロワ ロシア                                                                       | 4分01秒46     | ボウチュラ・ゲジエル フランス                                                                 | 4分02秒45     |
| 5000m            | ティルネシュ・ディババ エチオピア                                                            | 14分38秒59 大会新    | メセレト・デファー エチオピア                                                                 | 14分39秒54    | エジェガエフ・ディババ エチオピア                                                             | 14分42秒47    |
| 10000m           | ティルネシュ・ディババ エチオピア                                                            | 30分24秒02           | ベルハネ・アデレ エチオピア                                                                   | 30分25秒41    | エジェガエフ・ディババ エチオピア                                                             | 30分26秒00    |
| マラソン         | ポーラ・ラドクリフ イギリス                                                                  | 2時間20分57秒 大会新 | キャサリン・ヌデレバ · ケニア                                                                 | 2時間22分01秒 | コンスタンティナ・トメスク · ルーマニア                                                       | 2時間23分19秒 |
| （マラソン団体） | ケニア                                                                                       | 7時間12分37秒        | 日本                                                                                          | 7時間16分35秒 | イギリス                                                                                      | 7時間27分04秒 |
| 100mハードル     | ミシェル・ペリー アメリカ合衆国                                                              | 12秒66               | デロリーン・エニス＝ロンドン ジャマイカ                                                       | 12秒76        | ブリジット・フォスター＝ヒルトン ジャマイカ                                                   | 12秒76        |
| 400mハードル     | ユリア・ペチョンキナ ロシア                                                                  | 52秒90               | ラシンダ・デムス アメリカ合衆国                                                               | 53秒27        | サンドラ・グローヴァー アメリカ合衆国                                                         | 53秒32        |
| 3000m障害        | ドカス・インジクル ウガンダ                                                                  | 9分18秒24 大会新     | エカテリーナ・ヴォルコワ ロシア                                                               | 9分20秒49     | ジェルト・キプタム · ケニア                                                                   | 9分26秒95     |
| 20km競歩         | オリンピアダ・イワノワ ロシア                                                                | 1時間25分41秒 世界新 | リタ・トゥラヴァ · ベラルーシ                                                                 | 1時間27分05秒 | スザナ・フェイトル ポルトガル                                                                 | 1時間28分44秒 |
| 4×100mリレー     | アメリカ合衆国 Angela Daigle-Bowen Muna Lee Me'Lisa Barber ローリン・ウィリアムズ            | 41秒78               | ジャマイカ Danielle Browning シェローン・シンプソン アリーン・ベイリー ベロニカ・キャンベル   | 41秒99        | ベラルーシ · ユリヤ・ネステレンコ · Natallia Solohub · Alena Neumiarzhitskaya · Aksana Drahun | 42秒56        |
| 4×400mリレー     | ロシア ユリア・ペチョンキナ オレシャ・クラスノモベツ ナタリア・アントユフ Svetlana Pospelova | 3分20秒95            | ジャマイカ シェリカ・ウィリアムズ ノブレーン・ウィリアムズ Ronetta Smith ロレイン・フェントン | 3分23秒29     | イギリス Lee McConnell Donna Fraser Nicola Sanders クリスティーン・オールグー                 | 3分24秒44     |
| フィールド競技   |                                                                                              |                      |                                                                                               |               |                                                                                               |               |
| 走高跳           | カイサ・ベリークヴィスト · スウェーデン                                                      | 2m02cm               | シャーンテ・ハワード アメリカ合衆国                                                           | 2m00cm        | エマ・グリアン · スウェーデン                                                                 | 1m96cm        |
| 棒高跳           | エレーナ・イシンバエワ ロシア                                                                | 5m01cm 世界新        | モニカ・ピレク ポーランド                                                                     | 4m60cm        | パブラ・ハマチコーヴァ · チェコ                                                               | 4m50cm        |
| 走幅跳           | ティアナ・マディソン アメリカ合衆国                                                          | 6m89cm               | ユニス・バルベール フランス                                                                   | 6m76cm        | ヤルヘリス・サビヌ · キューバ                                                                 | 6m69cm        |
| 三段跳           | トレシア・スミス ジャマイカ                                                                  | 15m11cm              | ヤルヘリス・サビヌ · キューバ                                                                 | 14m82cm       | アンナ・ピヤティフ ロシア                                                                     | 14m78cm       |
| 砲丸投           | オルガ・リャビンキナ ロシア                                                                  | 19m64cm              | バレリー・ビリ ニュージーランド                                                               | 19m62cm       | ナディネ・クライナート ドイツ                                                                 | 19m07cm       |
| 円盤投           | フランカ・ディーチュ ドイツ                                                                  | 66m56cm              | ナタリア・サドワ ロシア                                                                       | 64m33cm       | ベラ・ポスピシロヴァ＝チチェロバ · チェコ                                                     | 63m19cm       |
| ハンマー投       | イプシ・モレノ · キューバ                                                                    | 73m08cm              | タチアナ・ルイセンコ ロシア                                                                   | 72m46cm       | マニュエラ・モントブラン フランス                                                             | 71m41cm       |
| やり投           | オスレイディス・メネンデス · キューバ                                                        | 71m70cm 世界新       | クリスティーナ・オーバークフォル ドイツ                                                       | 70m03cm       | シュテフィ・ネリウス ドイツ                                                                   | 65m96cm       |
| 七種競技         | カロリナ・クリュフト · スウェーデン                                                          | 6887点               | ユニス・バルベール フランス                                                                   | 6824点        | マーガレット・シンプソン ガーナ                                                               | 6375点        |

メインスタジアムのトラック競技選手集合BGMはカール・オルフ作曲『カルミナ・ブラーナ』より『おお、フォルトゥナ』の冒頭部分。

## TV放送
テレビ放送はYLEをホスト局で、日本ではTBS・JNN系列で独占放送された。
- メインキャスター 織田裕二、中井美穂
- 特別キャスター 筑紫哲也
- リポーター 小谷実可子、苅部俊二、山縣苑子

競技中継
- 解説 増田明美、瀬古利彦、松田克彦、石塚浩、小山裕三、伊東浩司、金哲彦